# Climat de l'Allier
Pays frontière au milieu des terres, l’Allier constitue réellement une zone franche entre nord et midi. Largement ouvert aux influences atlantiques le département bénéficie d’un climat doux et humide, dominé par les vents d’ouest, ce qui contribue un peu plus à le démarquer de ses cousins auvergnats.
L’humeur du temps s’identifie à la diversité des territoires Bourbonnais, comme les régions plates, et de faible altitude de la Sologne Bourbonnaise et des grandes plaines fluviales ; les pays de collines, à l’altitude moyenne de 300 à 600 mètres, de la partie centrale du département ; ou la semi-montagne des cantons du sud, avoisinant la Combraille et le Forez, entre 700 et 1 200 mètres.
On relève deux maxima de précipitations en juin et octobre, et un minimum en janvier-février, avec des moyennes de 694 millimètres à Montluçon (altitude 207 mètres) ; 763 mm à Moulins (245 m) ; 778 mm à Vichy (251 m) ; 791 mm à Lapalisse (285 m) ; et près de 1 200 mm à l’Assise (1 050 m).
Comme on l’a remarqué, les vents atlantiques sont dominants, qu’ils soient d’ouest, nord-ouest, ou sud-ouest. L’influence du relief, notamment dans les vals de Cher et d’Allier, donne également des flux sud-nord. 
L’insolation moyenne, relevée à la station météo de Vichy-Charmeil, sur la période 1971-2000, est de 1 880 heures par an.

## Climat de Moulins
Les relevés suivants ont été effectués à l'aéroport de Vichy-Charmeil à environ 45 km au sud de Moulins :
| Mois                                  | jan.             | fév.            | mars             | avril           | mai             | juin            | jui.            | août            | sep.            | oct.            | nov.             | déc.             | année            |
| ------------------------------------- | ---------------- | --------------- | ---------------- | --------------- | --------------- | --------------- | --------------- | --------------- | --------------- | --------------- | ---------------- | ---------------- | ---------------- |
| Température minimale moyenne (°C)     | −0,4             | −0,2            | 1,9              | 3,9             | 8,1             | 11,2            | 13,3            | 12,9            | 9,8             | 7,3             | 2,8              | 0,4              | 6                |
| Température moyenne (°C)              | 3,5              | 4,4             | 7,5              | 9,9             | 14,1            | 17,4            | 19,9            | 19,5            | 16              | 12,5            | 7                | 4,1              | 11,3             |
| Température maximale moyenne (°C)     | 7,4              | 9               | 13               | 15,8            | 20              | 23,5            | 26,4            | 26,1            | 22,2            | 17,6            | 11,2             | 7,8              | 16,7             |
| Record de froid (°C) date du record   | −26,9 05-01-1971 | −24 05-02-1963  | −13,3 01-03-2005 | −7,3 08-04-2003 | −4,2 01-05-1976 | −0,2 04-06-1962 | 3,7 04-07-1979  | 1,7 26-08-1966  | −2 27-09-1972   | −9 30-10-1997   | −11,3 23-11-1998 | −18,5 28-12-1962 | −26,9 05-01-1971 |
| Record de chaleur (°C) date du record | 19,2 16-01-1947  | 25,7 28-02-1960 | 26,3 25-03-1981  | 30,8 16-04-1949 | 33 12-05-1945   | 39,7 27-06-2019 | 41,2 31-07-1983 | 40,6 12-08-2003 | 36,4 17-09-1987 | 30,6 02-10-1985 | 26,2 08-11-2015  | 21,7 16-12-1989  | 41,2 31-07-1983  |
| Ensoleillement (h)                    | 78,1             | 94,8            | 153,7            | 175,4           | 203,4           | 225             | 248,9           | 238,3           | 183,5           | 128,1           | 76,7             | 55,9             | 1 861,7          |
| Précipitations (mm)                   | 46,8             | 39,8            | 44,2             | 69,3            | 98,2            | 78,2            | 71,6            | 74,2            | 75,4            | 68              | 63,3             | 50,5             | 779,5            |
| Nombre de jours avec neige            | 4,4              | 4,3             | 2,4              | 1,4             | 0               | 0               | 0               | 0               | 0               | 0               | 1,8              | 3,2              | 17,5             |
| Nombre de jours avec grêle            | 0                | 0,1             | 0,2              | 0,5             | 0,4             | 0,2             | 0,2             | 0,3             | 0,2             | 0               | 0                | 0                | 2,1              |
| Nombre de jours d'orage               | 0,1              | 0,1             | 0,4              | 1,2             | 4,9             | 4,4             | 5,1             | 5,4             | 3               | 1               | 0,2              | 0,1              | 25,9             |
| Nombre de jours avec brouillard       | 4,5              | 3,1             | 1,6              | 1,1             | 1,8             | 1,3             | 1,1             | 1,6             | 4,1             | 5,1             | 4,6              | 4,7              | 34,6             |

À noter que les matinées sont, en général, beaucoup plus fraîches dans les secteurs de Vichy-Saint-Germain-des-Fossés qu'à Moulins même, 45 km plus au nord.

## Climat de Montluçon
La commune de Montluçon bénéficie d'un climat océanique dégradé car elle se situe loin de l'océan.
| Mois                              | jan. | fév. | mars | avril | mai  | juin | jui. | août | sep. | oct. | nov. | déc. | année |
| --------------------------------- | ---- | ---- | ---- | ----- | ---- | ---- | ---- | ---- | ---- | ---- | ---- | ---- | ----- |
| Température minimale moyenne (°C) | −0,3 | 0    | 2,3  | 4,7   | 8,1  | 11,4 | 12,9 | 12,8 | 10,7 | 6,6  | 3,4  | 0,9  | 6,1   |
| Température moyenne (°C)          | 3,2  | 4,2  | 7,8  | 10,3  | 13,9 | 17,3 | 19   | 18,9 | 16,4 | 11,7 | 7,2  | 4,2  | 11,2  |
| Température maximale moyenne (°C) | 6,8  | 8,4  | 13,3 | 16    | 19,7 | 23,2 | 25,2 | 25   | 22,2 | 16,8 | 11   | 7,5  | 16,3  |
| Précipitations (mm)               | 55   | 50   | 47   | 50    | 81   | 69   | 54   | 72   | 65   | 59   | 59   | 59   | 720   |

| Diagramme climatique                                  |        |           |         |           |            |            |          |            |           |         |          |
| J                                                     | F      | M         | A       | M         | J          | J          | A        | S          | O         | N       | D        |
| 6,8−0,355                                             | 8,4050 | 13,32,347 | 164,750 | 19,78,181 | 23,211,469 | 25,212,954 | 2512,872 | 22,210,765 | 16,86,659 | 113,459 | 7,50,959 |
| Moyennes : • Temp. maxi et mini °C • Précipitation mm |        |           |         |           |            |            |          |            |           |         |          |

## Climat de Vichy
L'agglomération se situe dans un « régime climatique de transition » entre les climats océanique dégradé et continental, ; mais elle comporte quelques caractéristiques du climat de montagne, comme l'abondance des précipitations en s'approchant de la montagne bourbonnaise, avec 779,5 mm en moyenne par an.
Une station est installée le 1er janvier 1941 à 249 m, à l'aérodrome de Charmeil, à 46,16667, 3,39861.
| Ville             | Ensoleillement · (h/an) | Pluie · (mm/an) | Neige · (j/an) | Orage · (j/an) | Brouillard · (j/an) |
| ----------------- | ----------------------- | --------------- | -------------- | -------------- | ------------------- |
| Médiane nationale | 1 852                   | 835             | 16             | 25             | 50                  |
| Vichy             | 1 880                   | 790             | 19             | 24             | 36                  |
| Paris             | 1 717                   | 634             | 13             | 20             | 26                  |
| Nice              | 2 760                   | 791             | 1              | 28             | 2                   |
| Strasbourg        | 1 747                   | 636             | 26             | 28             | 69                  |
| Brest             | 1 555                   | 1 230           | 6              | 12             | 78                  |
| Bordeaux          | 2 070                   | 987             | 3              | 32             | 78                  |

| Mois                              | jan. | fév. | mars | avril | mai  | juin | jui. | août | sep. | oct. | nov. | déc. | année |
| --------------------------------- | ---- | ---- | ---- | ----- | ---- | ---- | ---- | ---- | ---- | ---- | ---- | ---- | ----- |
| Température minimale moyenne (°C) | −1   | −2,2 | 1,8  | 2,9   | 6,5  | 10,3 | 12,2 | 11,7 | 10,1 | 5,1  | 2,6  | 0,2  | 5,1   |
| Température maximale moyenne (°C) | 6,8  | 8,7  | 13,7 | 16,6  | 20,3 | 23,4 | 26,1 | 25,5 | 22,8 | 17,3 | 11,2 | 8    | 16,7  |

| Mois                                  | jan.       | fév.      | mars       | avril     | mai       | juin      | jui.      | août      | sep.      | oct.      | nov.       | déc.       | année      |
| ------------------------------------- | ---------- | --------- | ---------- | --------- | --------- | --------- | --------- | --------- | --------- | --------- | ---------- | ---------- | ---------- |
| Température minimale moyenne (°C)     | −0,9       | −0,2      | 1,1        | 3,4       | 7         | 10,2      | 12,1      | 11,8      | 9,4       | 6,4       | 2,3        | −0,5       | 5,2        |
| Température moyenne (°C)              | 2,9        | 4,3       | 6,4        | 9,1       | 12,9      | 16,3      | 18,8      | 18,3      | 15,8      | 11,8      | 6,5        | 3,3        | 10,5       |
| Température maximale moyenne (°C)     | 6,7        | 8,7       | 11,7       | 14,8      | 18,7      | 22,4      | 25,5      | 24,7      | 22,2      | 17,1      | 10,8       | 7,1        | 15,9       |
| Record de froid (°C) date du record   | −26,9 1971 | −24 1963  | −13,3 2005 | −7,3 2003 | −4,2 1976 | −0,2 1962 | 3,7 1979  | 1,7 1966  | −2 1972   | −9 1997   | −11,3 1998 | −18,5 1962 | −26,9 1971 |
| Record de chaleur (°C) date du record | 19,2 1947  | 25,7 1960 | 26,3 1981  | 30,8 1949 | 33,5 2017 | 39,7 2019 | 41,3 2019 | 40,6 2003 | 36,4 1987 | 30,6 1985 | 26,2 2015  | 21,7 1989  | 41,3 2019  |
| Ensoleillement (h)                    | 66,1       | 88,1      | 136,6      | 170,9     | 197,1     | 232,6     | 270,7     | 237,8     | 197,9     | 135,9     | 82,3       | 64,2       | 1 880      |
| Précipitations (mm)                   | 52,1       | 48,2      | 51         | 62,9      | 107,6     | 79,4      | 60,6      | 75,4      | 77        | 64,7      | 56,9       | 54,4       | 790        |

| Mois                              | jan. | fév. | mars  | avril | mai   | juin | jui.  | août  | sep.  | oct.  | nov. | déc. | année   |
| --------------------------------- | ---- | ---- | ----- | ----- | ----- | ---- | ----- | ----- | ----- | ----- | ---- | ---- | ------- |
| Température minimale moyenne (°C) | −0,4 | −0,2 | 1,9   | 3,9   | 8,1   | 11,2 | 13,3  | 12,9  | 9,8   | 7,3   | 2,8  | 0,4  | 5,9     |
| Température moyenne (°C)          | 3,5  | 4,4  | 7,5   | 9,9   | 14,1  | 17,4 | 19,9  | 19,5  | 16    | 12,5  | 7    | 4,1  | 11,3    |
| Température maximale moyenne (°C) | 7,4  | 9    | 13    | 15,8  | 20    | 23,5 | 26,4  | 26,1  | 22,2  | 17,6  | 11,2 | 7,8  | 16,7    |
| Ensoleillement (h)                | 78,1 | 94,8 | 153,7 | 175,4 | 203,4 | 225  | 248,9 | 238,3 | 183,5 | 128,1 | 76,7 | 55,9 | 1 861,7 |
| Précipitations (mm)               | 46,8 | 39,8 | 44,2  | 69,3  | 98,2  | 78,2 | 71,6  | 74,2  | 75,4  | 68    | 63,3 | 50,5 | 779,5   |
| Nombre de jours avec neige        | 4,4  | 4,3  | 2,4   | 1,4   | 0     | 0    | 0     | 0     | 0     | 0     | 1,8  | 3,2  | 17,5    |
| Nombre de jours avec grêle        | 0    | 0,1  | 0,2   | 0,5   | 0,4   | 0,2  | 0,2   | 0,3   | 0,2   | 0     | 0    | 0    | 2,1     |
| Nombre de jours d'orage           | 0,1  | 0,1  | 0,4   | 1,2   | 4,9   | 4,4  | 5,1   | 5,4   | 3     | 1     | 0,2  | 0,1  | 25,9    |
| Nombre de jours avec brouillard   | 4,5  | 3,1  | 1,6   | 1,1   | 1,8   | 1,3  | 1,1   | 1,6   | 4,1   | 5,1   | 4,6  | 4,7  | 34,6    |

Dans les années 2010, la ville de Vichy a battu des records de température. Le 1er juillet 2015, elle a enregistré la température la plus élevée d'Europe avec 40,1 °C. Le record de température maximale en juillet a été battu le 24 juillet 2019 avec 41,3 °C, battant d'un dixième l'ancien record de 1983,.